# جيم ليندسي
جيم ليندسي (بالإنجليزية: Jim Lindsey)‏ هو لاعب كرة قاعدة أمريكي، ولد في 24 يناير 1898 في غرينسبورغ في الولايات المتحدة، وتوفي في 25 أكتوبر 1963 في جاكسون في الولايات المتحدة.

## وصلات خارجية
- جيم ليندسي على موقع دوري كرة القاعدة الرئيسي (الإنجليزية)
- جيم ليندسي على موقعبيزبول رفرنس.كوم (الدوري الرئيسي) (الإنجليزية)
- جيم ليندسي على موقعبيزبول رفرنس.كوم (الدوري الثانوي) (الإنجليزية)